# Friederike Eyssel
Friederike Anne Eyssel (* 1979) ist eine deutsche Sozialpsychologin, Hochschullehrerin und Leiterin der Forschungsgruppe „Angewandte Sozialpsychologie und Geschlechterforschung“ an der Universität Bielefeld.

## Leben
Friederike Eyssel studierte Psychologie an der Ruprecht-Karls-Universität Heidelberg und der Brandeis University in Waltham (Massachusetts). Sie schloss ihr Studium Ende 2004 in Heidelberg mit einem Diplom ab. Anschließend wechselte sie im Rahmen eines DFG-Projekts zur Arbeitseinheit Sozialpsychologie an die Universität Bielefeld, um Einstellungen zu sexueller Gewalt zu untersuchen. Im März 2007 promovierte sie bei Gerd Bohner an der Universität Bielefeld mit einer Arbeit zum Thema Sexismus und sexuelle Aggression.
Im Jahr 2009 wurde sie Juniorprofessorin für „Gender & Emotion in Cognitive Interaction Technology“ am damaligen Exzellenzcluster Kognitive Interaktionstechnologie (CITEC).
Eyssel hatte von 2010 bis 2013 Vertretungsprofessuren für Sozialpsychologie an der Westfälischen Wilhelms-Universität Münster, der Technischen Universität Dortmund und der Universität zu Köln inne. Von Oktober 2014 bis Dezember 2015 unterrichtete sie als Gastprofessorin Methodenlehre und Sozialpsychologie an der New York University Abu Dhabi. 2015 wurde sie auf ihre derzeitige Professur für Angewandte Sozialpsychologie und Geschlechterforschung an der Universität Bielefeld berufen.
Sie ist Mitherausgeberin der elektronischen Fachzeitschrift Kognitive Systeme.

## Forschung
Eyssels Forschungsinteressen umfassen ein Spektrum von sozialer Robotik über Umgebungsintelligenz bis hin zur Erforschung von Einstellungen, deren Messung und Veränderung sowie zur Geschlechterforschung. Sie hat in führenden Fachzeitschriften im Bereich der Sozialpsychologie und der sozialen Robotik publiziert. Zudem ist sie mit ihrer Forschungsgruppe an mehreren interdisziplinären Kooperationsprojekten beteiligt.
Der Datenbank Scopus zufolge hat Eyssel einen h-Index von 35, während Google Scholar diesen mit 41 angibt (Stand 2024).

## Auszeichnungen
- 2021: Karl Peter Grotemeyer-Preis für „hervorragende Leistungen und persönliches Engagement in der Lehre“[4]
- 2021: Gleichstellungspreis der Universität Bielefeld in der Kategorie „Nachhaltiges Engagement für Geschlechtergerechtigkeit“[7]
- 2022: IEEE-RAS Distinguished Lecturer Award der IEEE Robotics and Automation Society[3]

## Schriften (Auswahl)
Monografien
- Beleuchtung unterschiedlicher Facetten von sexueller Gewalt: Über die Funktion von Vergewaltigungsmythenakzeptanz, die Erfassung von Vergewaltigungsneigung und die Messung von sexistischem Verhalten. Kumulative Dissertation. Universität Bielefeld, 2007 (unveröffentlicht).
- mit Christoph Bartneck, Tony Belpaeme, Takayuki Kanda, Merel Keijsers: Mensch-Roboter-Interaktion: Eine Einführung. Hanser, München 2020, ISBN 978-3-446-46412-4 (2., überarb. u. erw. Aufl. 2024).
- mit Jacqueline Bellon, Bruno Gransche, Sebastian Nähr-Wagener, Ricarda Wullenkord: Theorie und Praxis soziosensitiver und sozioaktiver Systeme. Springer VS, Wiesbaden 2022, ISBN 978-3-658-34155-8.

Artikel
- mit Frank Hegel: (S)he's Got the Look: Gender Stereotyping of Robots. In: Journal of Applied Social Psychology. Band 42, Nr. 9, 2012, ISSN 1559-1816, S. 2213–2230, doi:10.1111/j.1559-1816.2012.00937.x.
- mit Dieta Kuchenbrandt: Social categorization of social robots: Anthropomorphism as a function of robot group membership. In: British Journal of Social Psychology. Band 51, Nr. 4, 2012, ISSN 2044-8309, S. 724–731, doi:10.1111/j.2044-8309.2011.02082.x.
- mit Cara Tannenbaum, Robert P. Ellis, James Zou, Londa Schiebinger: Sex and gender analysis improves science and engineering. In: Nature. Band 575, 2019, S. 137–146, doi:10.1038/s41586-019-1657-6 (exeter.ac.uk [PDF; 668 kB]).